# 행진곡

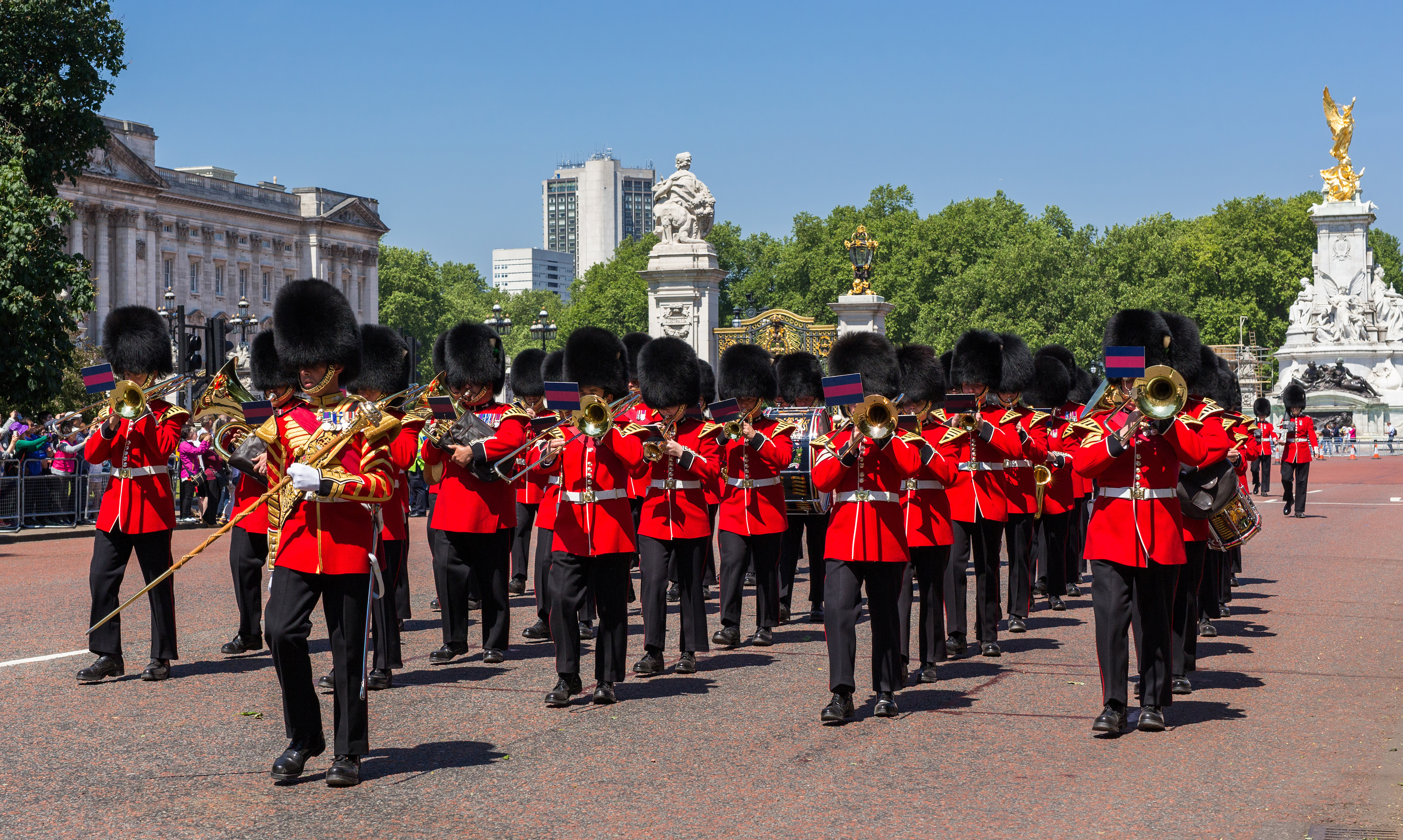
영국 육군 군악대가 버킹엄궁에서 웰링턴 배럭으로 이동하며 행진곡을 연주하고 있다.

행진곡(한국 한자: 行進曲, 영어: march)은 행진을 하기 위해 연주되는 음악이다. 군악대가 주로 연주하며, 규칙적인 리듬이 특징적이다.

## 특징
행진곡에 사용될 수 있는 박자표가 명시적으로 정해진 것은 아니지만, 일반적으로  4
4, 2
2 (알라 브레베), 6
8 박자를 사용한다. 현대에는 사용되는 박자의 범위가 늘어났지만 그 중에서도  1
2 과 2
4가 새로이 사용되는 경우가 많다. 템포는 일반적으로 120 bpm이나, 장송행진곡은 60 bpm가 일반적이다. 템포는 보조를 맞춰 걷는 군인들의 속도와도 일치한다.
변조가 적극적으로 사용되는 것 역시 특징이다. 보통 처음에는 아래 딸림조로 변조했다가 종종 원래의 조성으로 되돌아간다. 단조로 시작하는 경우 장조로 변조되는 경우도 잦다. 주 선율에 다른 선율이 대위법적으로 더해지기도 한다. 두 그룹의 악기들(높음/낮음, 목관/금관 등)이 교대로 연주하는 부분이 삽입되는 경우도 자주 있는데, 이를 개싸움 변형(dogfight strain)이라고 부르기도 한다. 미국 행진곡의 대부분은 여기에 더해 트리오(trio)라는 이름의 변형을 추가적으로 가지고 있다.
군대의 더 빠른 행진을 위해 나폴레옹의 군대는 120 bpm을 도입했다. 따라서 프랑스 행진곡은 영국 행진곡보다 더 빠르다. 미국 행진곡은 프랑스처럼 빠른 행진곡 템포를 채택해 사용하고 있다. 여기에는 두 가지 이유가 있는데, 첫째로 미국 독립 혁명기간 동안 프랑스와 다른 유럽 대륙 국가들이 미국을 도와주어 그들의 행진곡 템포를 채택했기 때문이다. 둘째로, 미국 행진곡의 전형을 만든 존 필립 수자가 포르투갈과 독일 혈통이라는 점이다. 수자가 음악을 배우던 시기 포르투갈은 프랑스 템포를 사용했다.

## 역사
고대에도 축제 행렬에 동반되는 음악은 있었다. 그리스 비극에서는 기악 반주보다도 노래의 형식으로 행진을 보조한 기록이 나타난다. 반면 투키디데스는 고대의 전쟁에서 기악 행진곡이 연주된 사례를 기록한다. 스파르타 군대가 만티네이아 전투에서 진격할 때 아울로스의 반주에 맞추어 균일하게 진격할 수 있었다고 기록한다.
로마 이후 군대에 행진곡이 본격적으로 도입된 것이 30년 전쟁이라고 보는 것은 잘못이다. 제바스티안 비르둥은 16세기 초에 왕자가 도시로 말을 타고 들어가거나 들판으로 나갈 때 행진곡이 연주된 사례를 남기고 있으며, 십자군과 용병들의 노래뿐만 아니라 중세 후기의 행진곡들에 대한 기록도 남아있다.
다만 르네상스 시대에 행진곡이 보편적으로 사용되기 시작한 것으로 여겨진다. 이 시기 군사 행진곡은 윌리엄 버드의 작품 "The Battle for Virginal or harpsichord" (1591년)에서 간접적으로 알 수 있다. 19세기 경 금관악기가 개발됨에 따라 정교하게 편성된 행진곡들이 여럿 작곡되기 시작했다. 볼프강 아마데우스 모차르트, 루트비히 판 베토벤, 엑토르 베를리오즈, 표트르 차이콥스키, 구스타프 말러 등의작곡가들이 행진곡을 작곡했는데, 행진곡이라는 별개의 곡으로만 작곡되지는 않고 오페라, 소나타, 모음곡, 교향곡 등의 일부로써 쓰여진 경우도 많이 있다.

## 같이 보기
- 클래식 음악